# Zajzon (település)
Zajzon (románul: Zizin) falu Romániában, Brassó megyében.

## Fekvése
Brassótól keletre, Pürkerec déli szomszédjában fekvő Háromfaluhoz tartozó barcasági csángó település.

## Története
Zajzont 1367-ben említi először oklevél Zayzen néven. 1373-ban Zezynaként írták. 1500-ban mint Brassó jobbágyfaluját említik, 1531-ben Zajzon, 1861-ben Zizin.
A 20. század elején Zajzon Brassó vármegye Hétfalusi járásához tartozott. Lakói a hétfalusi evangélikus csángók.
A településen és határában több ásványvízforrás is ered, borvize kedvelt és közismert.
1913-ban egyik gyógyvíz forrására fürdőt telepítettek, melynek sós és földes vasas vizét légzőszervi, hurutos, gyomor és bélbántalmak, vérszegénység és női bajok gyógyítására használták. A fürdő Brassó városhoz tartozik.
1910-ben 1226 lakosa volt. Ebből 988 magyar, 231 román volt, melyből 31 római katolikus, 924 evangélikus, 239 görögkeleti ortodox volt.

## Nevezetességek
- Evangélikus temploma: az 1759-ben épült első templom helyett 1799-ben építettek újat.

## Híres szülöttei
- Rab István (Zajzon, 1832. február 2. – Brassó, 1862. május 15.) csángó költő és néprajzkutató.